# Rödmaskad bergastrild
Rödmaskad bergastrild (Cryptospiza reichenovii) är en fågel i familjen astrilder inom ordningen tättingar. Den förekommer i bergstrakter i Afrika. Beståndet anses vara livskraftigt.

## Utseende och läte
Rödmaskad bergastrild är en liten och mörk astrild. Den är röd på ryggen, svart på vingar och stjärt och matt olivgrön på undersidan. Könen liknar varandra, förutom att hanen uppvisar en röd fläck i ansiktet och honan en gul. Arten liknar gråhuvad bergastrild, men är ljusare och har rött eller gult i ansiktet.

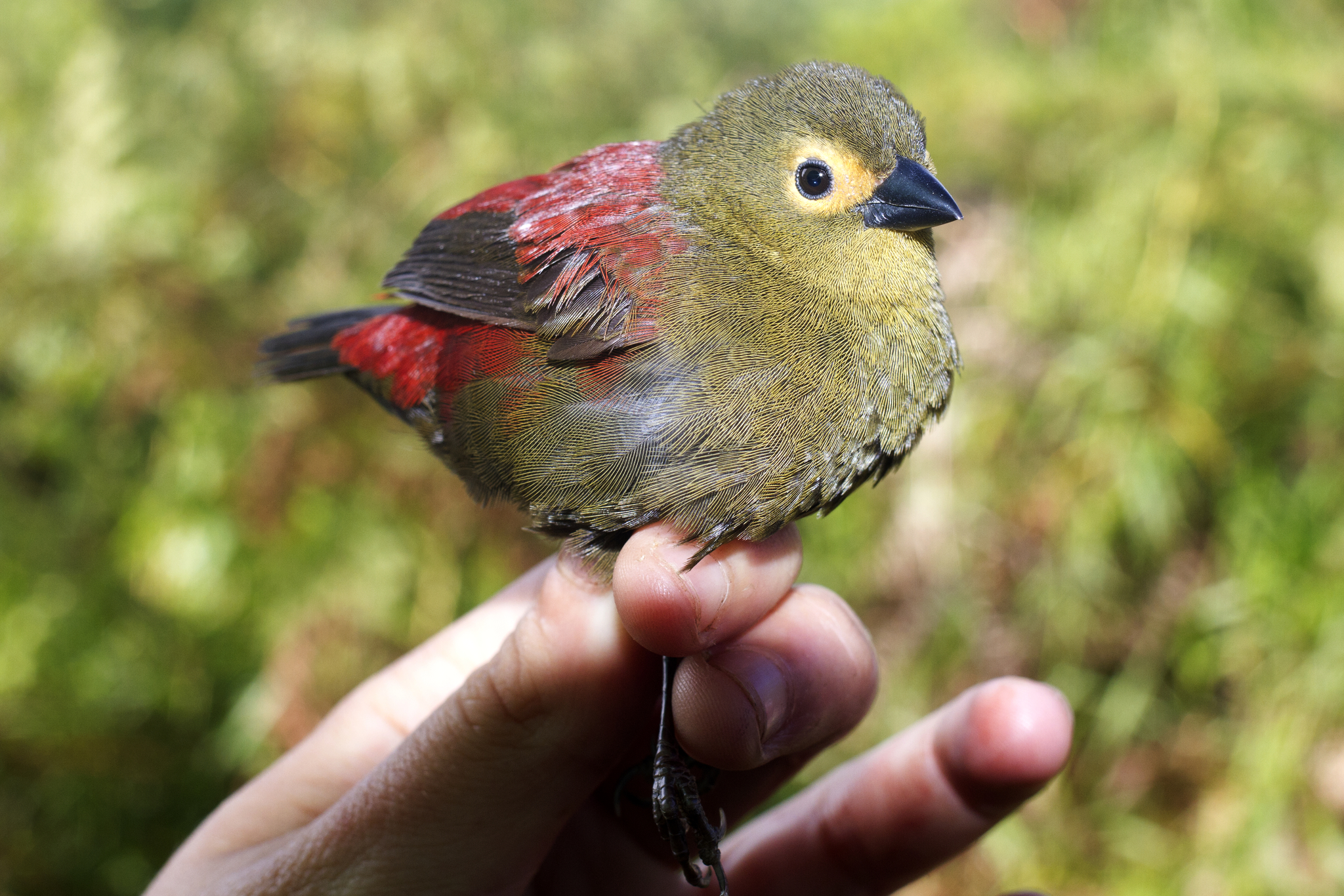

## Utbredning och systematik
Rödmaskad bergastrild delas in i tre underarter med följande utbredning:
- Cryptospiza reichenovii reichenovii – förekommer från Kamerun till Angola samt på ön Bioko
- Cryptospiza reichenovii ocularis – förekommer i Albertine Rift
- Cryptospiza reichenovii australis – förekommer i Tanzania, Zimbabwe och intilliggande Moçambique

## Levnadssätt
Rödmaskad bergastrild hittas i medelhöga bergsskogar, huvudsakligen i tätbevuxna och fuktiga områden som utmed rinnande vattendrag, men även i skogsbryn och gläntor. Den är en anspråkslös fågel som vanligen påträffas i par eller smågrupper.

## Status och hot
Arten har ett stort utbredningsområde, men tros minska i antal, dock inte tillräckligt kraftigt för att den ska betraktas som hotad. Internationella naturvårdsunionen IUCN listar arten som livskraftig (LC).

## Namn
Fågelns vetenskapliga artnamn hedrar den tyske ornitologen Anton Reichenow (1847-1941).